# Сирт (узвишшя)
Сирти (англ. syrts, нім. Syrten n) — 
- 1. Високогірні рівні або хвилясті ділянки гірських систем, узвишшя, зайняті степами та напівпустелями в горах Сер. Азії (Тянь-Шань на висоті 3500–4000 м) та Казахстану. Залишки поверхні вирівнювання, вигнутої в новітній час у вигляді великих складок, ускладнених розривами та розчленованої ерозією.

- 2. Широкі пологі, розчленовані ерозією вододіли у Заволжжі (напр., Загальний Сирт). Термін носить суто регіональний характер. Походження — від тюркського "сирт" — узвишшя.